# Thomas Grøgaard
Thomas Grøgaard (Arendal, 8 februari 1994), is een Noors voetballer die bij voorkeur als linkervleugelverdediger speelt. Hij debuteerde op 17 april 2013 in het eerste elftal van Odd Grenland.

## Clubcarrière
Grøgaard speelde in de jeugd bij Kragerø, die hij eind 2009 verliet voor die van Odd Grenland.

### Odd Grenland
Nadat Grøgaard enige tijd in de jeugd had gespeeld bij Odd Grenland, schoof de club hem op 5 mei 2012 door naar de selectie van het eerste elftal. In dat seizoen zat hij nog enkele keren bij de selectie, maar tot een debuut leidde dit toen nog niet. In het seizoen daarna debuteerde Grøgaard op 17 april 2013 in het eerste van Odd Grenland, tijdens een bekerwedstrijd uit tegen Husøy/Foynland IF (0–5). Hij maakte op 17 augustus 2013 vervolgens zijn debuut in de Tippeligaen, in een uitwedstrijd tegen Molde FK (1–1). In het seizoen 2014 speelde Grøgaard alle competitiewedstrijden voor Odd Grenland.

## Interlandcarrière

### Jong Noorwegen
Op 15 november 2013 maakte Grøgaard zijn debuut voor Jong Noorwegen in EK-kwalificatiewedstrijd tegen Jong Israel. Hij speelde de gehele wedstrijd, maar scoorde net voor tijd een eigendoelpunt waardoor de wedstrijd met 4–1 verloren werd.
| Interlands van Thomas Grøgaard voor Jong Noorwegen | Interlands van Thomas Grøgaard voor Jong Noorwegen | Interlands van Thomas Grøgaard voor Jong Noorwegen | Interlands van Thomas Grøgaard voor Jong Noorwegen | Interlands van Thomas Grøgaard voor Jong Noorwegen | Interlands van Thomas Grøgaard voor Jong Noorwegen |
| №                                                  | Datum                                              | Wedstrijd                                          | Uitslag                                            | Soort wedstrijd                                    | Doelpunten                                         |
| Als speler bij Odd Grenland                        | Als speler bij Odd Grenland                        | Als speler bij Odd Grenland                        | Als speler bij Odd Grenland                        | Als speler bij Odd Grenland                        | Als speler bij Odd Grenland                        |
| -------------------------------------------------- | -------------------------------------------------- | -------------------------------------------------- | -------------------------------------------------- | -------------------------------------------------- | -------------------------------------------------- |
| 1.                                                 | 15 november 2013                                   | Israël – Noorwegen                                 | 4 – 1                                              | Kwalificatie EK 2015                               | 0                                                  |
| 2.                                                 | 19 november 2013                                   | Macedonië – Noorwegen                              | 1 – 3                                              | Kwalificatie EK 2015                               | 0                                                  |
| 3.                                                 | 5 maart 2014                                       | Rusland – Noorwegen                                | 3 – 2                                              | Vriendschappelijk                                  | 0                                                  |
| 4.                                                 | 1 juni 2014                                        | Azerbeidzjan – Noorwegen                           | 0 – 1                                              | Kwalificatie EK 2015                               | 0                                                  |
| 5.                                                 | 4 september 2014                                   | Noorwegen – Portugal                               | 1 – 2                                              | Kwalificatie EK 2015                               | 0                                                  |
| 6.                                                 | 9 oktober 2014                                     | Noorwegen – Ierland                                | 4 – 1                                              | Vriendschappelijk                                  | 0                                                  |
| 7.                                                 | 13 oktober 2014                                    | Noorwegen – Hongarije                              | 2 – 1                                              | Vriendschappelijk                                  | 0                                                  |
| 8.                                                 | 13 november 2014                                   | Kroatië – Noorwegen                                | 3 – 0                                              | Vriendschappelijk                                  | 0                                                  |
| 9.                                                 | 26 maart 2015                                      | Spanje – Noorwegen                                 | 2 – 0                                              | Vriendschappelijk                                  | 0                                                  |
| 10.                                                | 31 maart 2015                                      | Noorwegen – Zweden                                 | 0 – 6                                              | Vriendschappelijk                                  | 0                                                  |
| 11.                                                | 13 juni 2015                                       | Noorwegen – Oostenrijk                             | 2 – 0                                              | Kwalificatie EK 2017                               | 0                                                  |
| 12.                                                | 7 september 2015                                   | Noorwegen – Engeland                               | 0 – 1                                              | Kwalificatie EK 2017                               | 0                                                  |
| 13.                                                | 8 oktober 2015                                     | Noorwegen – Kazachstan                             | 2 – 1                                              | Kwalificatie EK 2017                               | 0                                                  |
| 14.                                                | 12 oktober 2015                                    | Zwitserland – Noorwegen                            | 1 – 1                                              | Kwalificatie EK 2017                               | 0                                                  |
| 15.                                                | 12 november 2015                                   | Polen – Noorwegen                                  | 1 – 0                                              | Vriendschappelijk                                  | 0                                                  |
| 16.                                                | 17 november 2015                                   | Ierland – Noorwegen                                | 0 – 0                                              | Vriendschappelijk                                  | 0                                                  |
| 17.                                                | 25 maart 2016                                      | Noorwegen – Nederland                              | 0 – 1                                              | Vriendschappelijk                                  | 0                                                  |
| 18.                                                | 28 maart 2016                                      | Spanje – Noorwegen                                 | 1 – 0                                              | Vriendschappelijk                                  | 0                                                  |

Bijgewerkt t/m 28 maart 2016

### Noors elftal
Grøgaard debuteerde op 27 augustus 2014 in de nationale ploeg van Noorwegen, in een oefeninterland tegen de Verenigde Arabische Emiraten (0–0), net als Martin Ødegaard (Strømsgodset IF), Fredrik Ulvestad (Aalesunds FK), Fredrik Gulbrandsen (Molde FK) en Fredrik Brustad (Stabæk IF).
| Interlands van Thomas Grøgaard voor Noorwegen | Interlands van Thomas Grøgaard voor Noorwegen | Interlands van Thomas Grøgaard voor Noorwegen | Interlands van Thomas Grøgaard voor Noorwegen | Interlands van Thomas Grøgaard voor Noorwegen | Interlands van Thomas Grøgaard voor Noorwegen |
| №                                             | Datum                                         | Wedstrijd                                     | Uitslag                                       | Soort wedstrijd                               | Doelpunten                                    |
| Als speler bij Odd Grenland                   | Als speler bij Odd Grenland                   | Als speler bij Odd Grenland                   | Als speler bij Odd Grenland                   | Als speler bij Odd Grenland                   | Als speler bij Odd Grenland                   |
| --------------------------------------------- | --------------------------------------------- | --------------------------------------------- | --------------------------------------------- | --------------------------------------------- | --------------------------------------------- |
| 1.                                            | 27 augustus 2014                              | Noorwegen – Verenigde Arabische Emiraten      | 0 – 0                                         | Vriendschappelijk                             | 0                                             |

Bijgewerkt t/m 27 augustus 2014

## Carrièrestatistieken
| Seizoen         | Club            |                    | Competitie      | Competitie | Competitie | Beker | Beker | Internationaal | Internationaal | Overig | Overig | Totaal | Totaal |
| Seizoen         | Club            | Wed.               | Competitie      | Dlp.       | Wed.       | Dlp.  | Wed.  | Dlp.           | Wed.           | Dlp.   | Wed.   | Dlp.   |        |
| --------------- | --------------- | ------------------ | --------------- | ---------- | ---------- | ----- | ----- | -------------- | -------------- | ------ | ------ | ------ | ------ |
| 2012            | Odd Grenland    | Vlag van Noorwegen | Tippeligaen     | 0          | 0          | 0     | 0     | —              | —              | —      | —      | 0      | 0      |
| 2013            | Odd Grenland    | Vlag van Noorwegen | Tippeligaen     | 10         | 0          | 1     | 0     | —              | —              | —      | —      | 11     | 0      |
| 2014            | Odd Grenland    | Vlag van Noorwegen | Tippeligaen     | 30         | 0          | 5     | 0     | —              | —              | —      | —      | 35     | 0      |
| 2015            | Odd Grenland    | Vlag van Noorwegen | Tippeligaen     | 27         | 0          | 3     | 0     | 6              | 0              | —      | —      | 36     | 0      |
| 2016            | Odd Grenland    | Vlag van Noorwegen | Tippeligaen     | 3          | 0          | 0     | 0     | 0              | 0              | —      | —      | 3      | 0      |
| Club totaal     | Club totaal     | Club totaal        | Club totaal     | 70         | 0          | 9     | 0     | 6              | 0              | 0      | 0      | 85     | 0      |
| Carrière totaal | Carrière totaal | Carrière totaal    | Carrière totaal | 70         | 0          | 9     | 0     | 6              | 0              | 0      | 0      | 85     | 0      |

Bijgewerkt t/m 3 april 2016